# Steinweg 49 (Quedlinburg)

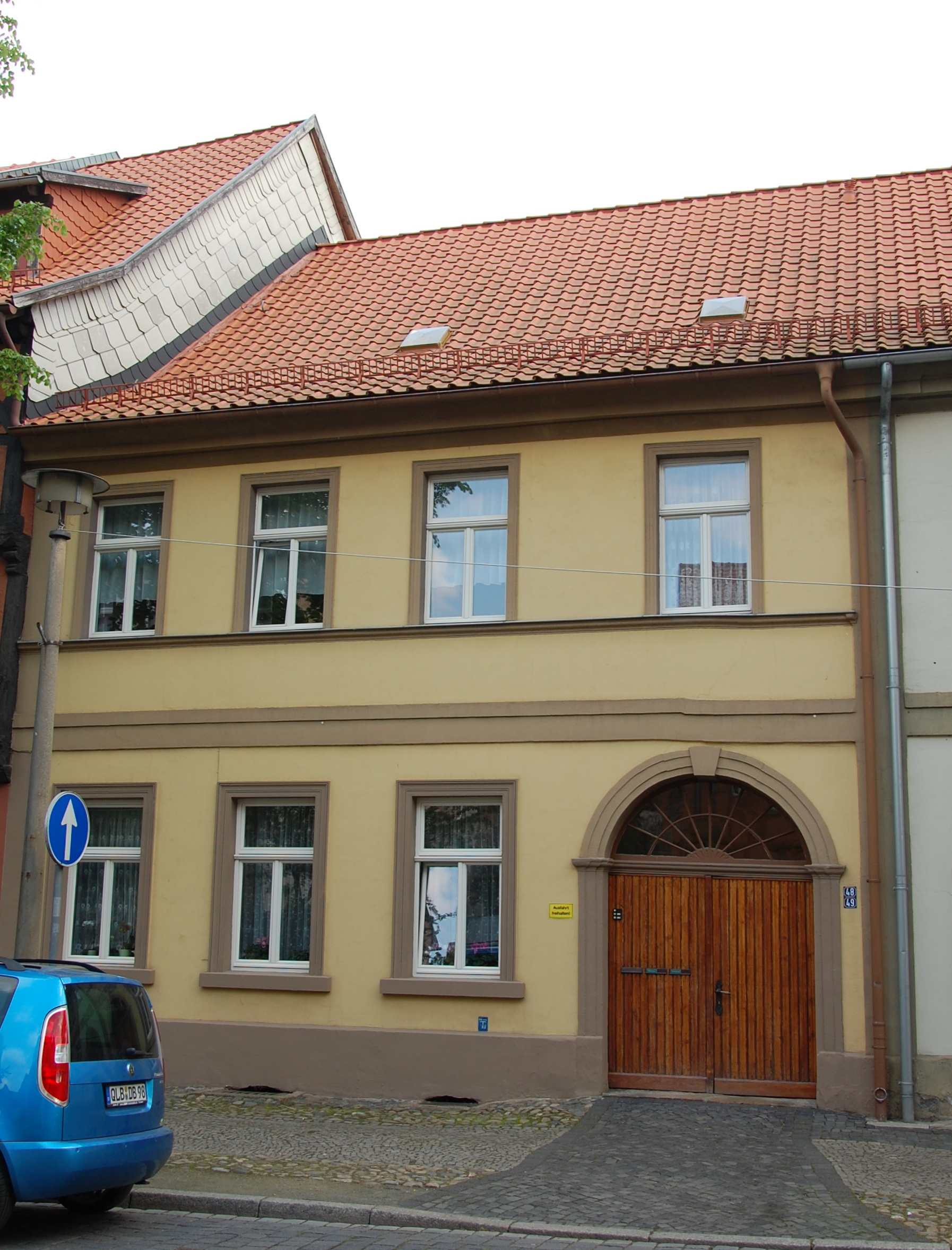
Haus Steinweg 49

Das Haus Steinweg 49 ist ein denkmalgeschütztes Gebäude in der Stadt Quedlinburg in Sachsen-Anhalt.

## Lage
Es befindet sich in der historischen Quedlinburger Neustadt auf der Südseite des Steinwegs. Im Quedlinburger Denkmalverzeichnis ist es als Wohnhaus eingetragen. Östlich grenzt das gleichfalls denkmalgeschützte Haus Steinweg 48 an.

## Architektur und Geschichte
Das zweigeschossige Gebäude wurde im frühen 19. Jahrhundert in massiver Bauweise errichtet. Am traufständigen Gebäude finden sich sowohl spätbarocke als auch klassizistische Elemente.